# Adina-Maria Hamdouchi
Adina-Maria Hamdouchi (z domu Bogza, ur. 25 sierpnia 1979 w Bukareszcie) – francuska szachistka i trenerka szachowa (FIDE Trainer od 2013) pochodzenia rumuńskiego, arcymistrzyni od 2003 roku.

## Kariera szachowa
W 1992 i 1999 r. reprezentowała Rumunię na mistrzostwach Europy juniorek (odpowiednio w kategorii do 14 i 20 lat). W 1999 r. podzieliła I m. (wspólnie ze Swietłaną Pietrenko) w kołowym turnieju w Bukareszcie oraz zajęła IV m. w finale indywidualnych mistrzostw Rumunii, natomiast w 2000 r. zwyciężyła w międzynarodowych mistrzostwach Szwajcarii kobiet (przed m.in. Jeleną Sediną i Tatianą Lemaczko) oraz zajęła I m. w Bukareszcie. W 2001 r. ponownie zajęła IV m. w mistrzostwach kraju, jednocześnie zdobywając pierwszą normę na tytuł arcymistrzyni. W tym samym roku wypełniła drugą arcymistrzowską normę (na turnieju w Miercurea-Ciuc). W 2002 r. zajęła III m. (za Iriną Czeluszkiną i Moniką Grabics) w Belgradzie, w 2003 r. podzieliła II m. otwartych mistrzostwach Szwajcarii (za Janą Krivec, wspólnie z Tatianą Lemaczko i Tatianą Rosziną) oraz w Bukareszcie (w turnieju męskim) zdobyła trzecią normę arcymistrzowską, natomiast w 2004 r. dwukrotnie zajęła II m. w turniejach rozegranych w Bukareszcie (za Aną-Cristiną Calotescu oraz za Natalią Hryhorenko). W 2005 r. zadebiutowała w narodowej reprezentacji na drużynowych mistrzostwach Europy w Göteborgu, a w 2006 r. uczestniczyła w szachowej olimpiadzie w Turynie.
Najwyższy ranking w dotychczasowej karierze osiągnęła 1 marca 2010 r., z wynikiem 2332 punktów zajmowała wówczas 6. miejsce wśród francuskich szachistek.

## Życie prywatne
Mężem Adina-Maria Hamdouchi jest najlepszy marokański szachista (obecnie reprezentant Francji), arcymistrz Hicham Hamdouchi.